# 偽典・女神転生 東京黙示録
『偽典・女神転生 東京黙示録』（ぎてん・めがみてんせい とうきょうもくしろく）は、1997年にPC-9800シリーズ用、1999年にWindows用ソフトとしてアスキーより発売された。キャラクターデザインは相崎勝美 / 相崎直美。

## 概要
背景設定としては、大破壊後、『真・女神転生』の主人公が金剛神界に留まっている間の物語とされている。悪魔との駆け引きとなる会話や合体、敵悪魔を味方に加えられる「仲魔」といった従来のシステムを継承しながらも、ストーリー、キャラクターなどはパソコンオリジナルのものになっている。
『デジタル・デビル物語 女神転生II』のゲームデザインを手掛けた鈴木一也がゲームデザインを担当しており、設定や物語上で多くの共通点が見られる。また、鈴木が原作を担当した漫画『真・女神転生 東京黙示録』（作画：御祇島千明）とも関連性があり、未完のため不明となっていた漫画版での謎がごく一部であるが補完されている。
ゲームシステムには、真・女神転生シリーズのTRPG版である真・女神転生RPG基本システム（鈴木一也製作）のルールと類似したものが利用されており、覚醒条件や、仲魔の成長、スキル系統などはほぼそのままとなっている。キャラクターのパラメータに、「直感」「精神力」「加護」などの要素が多数追加された。そういう意味では本作はTRPGをコンピューターで再現したゲームといえる。また、TRPG雑誌『ログアウト』でも、継続して特集が組まれ、いわゆる、TRPGのルールのメディアミックス展開の一つであった。

## 他シリーズとの相違点

### 作中の描写
女神転生シリーズの中では、屈指の性的描写やグロテスクな描写が存在しているが18禁の年齢制限はない。
性交描写や女性型悪魔の乳首描写といった性的な描写や悪魔に生きながら八つ裂きにされ貪り食われるなどのグロテスク描写が存在し、これらには専用のCGが用意されている。

### 悪魔の成長
今作では、真・女神転生III-NOCTURNEよりも前に、悪魔のレベルアップの概念が搭載されている。
悪魔は経験値を得てレベルが上昇し、レベルが上がるたびに基本的に1つずつスキルを入手、パラメータも上昇する。
さらに、仲魔にも武器や防具、銃器などの射撃武器をも装備できる。仲魔の武具装備、防具への宝石追加を行えるのは、現時点ではこの作品だけである。
悪魔合体は「邪教の館」で行う。合体で作ることができるのは、自分のレベルより低い仲魔のみ。

### 戦闘システム
敵味方がリアルタイムで進行する戦闘システムが採用されている。この戦闘速度はCPUの速度に依存して変化するため、本作品が想定するCPUより高速なCPUを搭載したコンピュータ上では、プレイヤーが一回行動する間に敵が複数回行動するなど、戦闘の難易度が格段に上昇することがある。これを解消するために、ゲームプレイのためにクロック数を調整することが時々行われる。これらは近年、有志の手によって戦闘速度を調整できるパッチが作られ配布されている。

### 移動システム
本作品ではマウスとキーボードのテンキーやカーソルキー用いて操作するが、すべての操作をキーボードを用いずマウスのみで行うこともできる。
PC98版であれば、テンキーを用いた移動が可能で、カニ歩きなども可能であったが、Win版ではこの移動は廃されているため、ダンジョン探索や戦闘における行動で行えないものが存在する。

### 覚醒イベント
真・女神転生RPGシリーズの特徴的システムで、今作でも採用されている。覚醒イベントにより、主人公は魔法や技能を覚えることがある。

## ストーリー
20世紀末にICBMによって東京は崩壊したが、わずかな人々は悪魔の跳梁する地上を避け、事前に地下シェルターに避難し、その災厄を逃れていた。シェルター内には厳しい身分制が敷かれ、悪魔の侵入に備えてデビルバスターという特殊部隊が設立された。初台シェルターに住む少年・葛城史人も、デビルバスター隊長であった父に憧れ、入隊試験を受ける。シェルターで暮らしていた主人公の相馬雪彦は、ある日パソコンに不思議な文字が表示されるのを発見する。それと同時にシェルター内にも悪魔が侵入するようになった。更に彼のもとに差出人不明の謎のプログラムが届く。彼は、否応なく人類と悪魔との闘いに巻き込まれてゆく事になる。

## 登場人物
葛城 史人（かつらぎ あやと）
本作の主人公。初台シェルターで生まれ育った少年。両親を悪魔によって奪われた過去を持つ。あるプログラムを入手することで悪魔たちと会話が可能になる。
開発中及び小説版での名前は、「相馬 雪彦（そうま ゆきひこ）」。
橘 由宇香（たちばな ゆうか）
エリート階級でありながら、葛城と共にデビルバスターを目指す少女。
開発中及び小説版での名前は、「内海 笙子（うつみ しょうこ）」。
飛鳥 泪（あすか るい）
地上で出会うことになる少女。素性は謎に包まれている。
早坂 達也（はやさか たつや）
デビルバスターの一員。実直な性格で、格闘戦を得意としている。
桐島 英美（きりしま えみ）
デビルバスターの一員。メカニック。早坂の恋人でもある。
西野 義雄（にしの よしお）
デビルバスター第二部隊隊長。葛城の父に恩義を感じている。
山瀬 勇（やませ いさむ）
デビルバスターの一員。銃の扱いに長けるが、皮肉屋なところがある。
園田 哲也（そのだ てつや）
元・原宿シェルター所属のデビルバスター。なかなかの熱血漢。
上河 公輝（かみかわ こうき）
元・原宿シェルター所属のデビルバスター。心優しい青年。
山田 カズミ（やまだ カズミ）
御田急ハルクで妹と暮らす男。ある秘密を抱えている。
相馬 三四郎（そうま さんしろう）
隻腕の好青年。大破壊前の仲間を捜している。

## 小説版
『偽典・女神転生 遠く流されて〜EXILE〜』は、『偽典・女神転生 東京黙示録』序盤のストーリーのノベライズである。作者は健部伸明（原作のストーリープロット）・成田美弥子、挿絵も原作と同じ相崎勝美。『ログアウト』の1995年12月号に掲載された。登場人物名やストーリー展開に原作とやや異なる点がある。

## 開発スタッフ
- ゲームデザイン/ディレクター(PC98版) - 鈴木一也
- ストーリープロット - 健部伸明
- シナリオ - 日下朝人
- キャラクターデザイン - 相崎勝美
- オリジナルキャラクターデザイン - 金子一馬
- サウンドコンポーザー - 増子司
- オリジナルノベル - 西谷史